# Helmut Berger

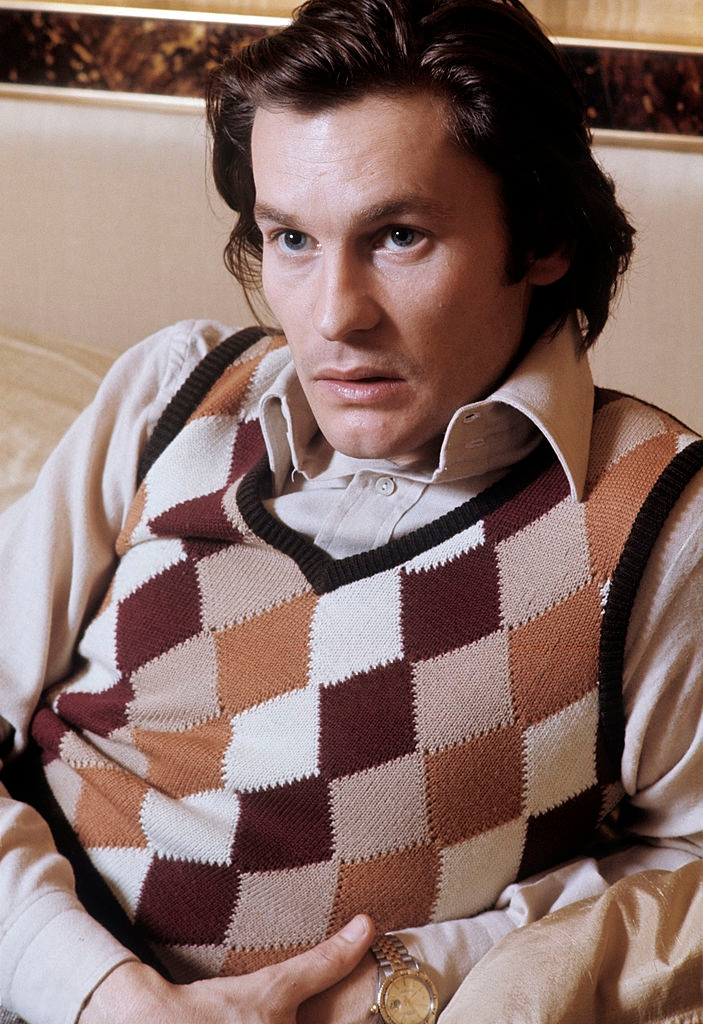
Helmut Berger in 1972

Helmut Berger ([ˈhɛlmuːt ˈbɛʁɡɐ]ⓘ), geboren als Helmut Steinberger (Bad Ischl, 29 mei 1944 – Salzburg, 18 mei 2023) was een Oostenrijks acteur.

## Loopbaan
Berger debuteerde rond 1964 in bijrollen, maar vond zijn plaats als beeldschone man bij de Italiaanse regisseur Luchino Visconti, bij wie hij ook de wrede, ongenaakbare schoonheid kon spelen. Twaalf jaar lang was hij de partner van Visconti. In het dagelijks leven was hij een minnaar die fervent achter vrouwen én mannen aanzat. Na het overlijden van Visconti in 1976 raakte hij in een diepe crisis, mede door zijn drugsverslaving. Berger's belangrijkste rollen getuigen van hem als grote mannelijke schoonheid, als intens overtuigend acteur, vóór zijn vijfendertigste jaar. Na de jaren zeventig waren zijn acteerprestaties veel minder.
Helmut Berger overleed in 2023 op 78-jarige leeftijd in zijn woonplaats Salzburg.

## Enkele filmtitels
- 2005 - Damals warst du still (tv, 2006)
- 2003 - Honey Baby
- 1999 - Unter den Palmen
- 1997 - Fantomas (tv)
- 1997 - 120 Tage von Bottrop
- 1993 - Ludwig 1881
- 1990 - The Godfather Part III
- 1985 - Code Name: Emerald
- 1983 - Dynasty (tv)
- 1977 - Der Tollwütige (La Belva col mitra)
- 1976 - Salon Kitty
- 1975 - The Romantic Englishwoman
- 1974 - Conversation Piece
- 1972 - Ludwig, over het leven van Lodewijk II
- 1970 - Il giardino dei Finzi-Contini
- 1970 - Das Bildnis des Dorian Gray (Dorian Gray)
- 1969 - The Damned
- 1968 - I Giovani Tigri
- 1967 - Die Hexen von Heute
- 1967 - Le Streghe
- 1964 - La Ronde

- Bibsys: 1533887354043
- Biblioteca Nacional de España: XX1298580
- Bibliothèque nationale de France: cb139299962 (data)
- CiNii: DA14150974
- Gemeinsame Normdatei: 120454874
- International Standard Name Identifier: 0000 0000 6302 3235
- Library of Congress Control Number: n96093188
- MusicBrainz: 83f3113e-dc5d-43c3-b654-8c11e39cf9f6
- Bibliotheek van het Japanse parlement: 00620356
- Nationale Bibliotheek van Tsjechië: xx0151132
- Nationale bibliotheek van Australië: 42358260
- Nationale Bibliotheek van Israël: 987007435064705171
- Nederlandse Thesaurus van Auteursnamen: 073094641
- Istituto Centrale per il Catalogo Unico: RAVV088636
- Système universitaire de documentation: 11195486X
- Trove: 1457677
- Virtual International Authority File: 51878007
- WorldCat: E39PBJtRQMXkmgfyXrHg9ck7HC